# UCI-E-Mountainbike-Weltcup 2024
Beim UCI-E-Mountainbike-Weltcup 2024 wurden durch die Union Cycliste Internationale und die World E-Bike Series die Weltcupsieger im E-Mountainbike ermittelt.

## Ablauf
Der Weltcup-Kalender enthielt acht Termine an vier Wochenenden und war damit deutlich kleiner als im Vorjahr.
- Arco: 1. und 2. Juni
- Bielstein: 7. und 8. September
- Spa-Francorchamps: 11. und 12. September
- Monaco: 5. und 6. Oktober

Die Abschlussveranstaltung fand nominell in Monaco statt, tatsächlich aber auf französischem Boden am Col de Turini.
An den Männer-Wettkämpfen beteiligten sich 37 Fahrer, die Mehrzahl davon war allerdings nur in jeweils an einem Rennwochenende aktiv. Die Beteiligung an der Frauen-Wertung war sehr dürftig; nahmen am ersten Rennwochenende noch acht Fahrerinnen teil, waren es danach nie mehr als drei.

## Männer
| # | Datum         | Ort               | Erster         | Zweiter        | Dritter        |
| - | ------------- | ----------------- | -------------- | -------------- | -------------- |
| 1 | 1. Juni       | Arco              | Jérôme Gilloux | Joris Ryf      | Mirko Tabacchi |
| 2 | 2. Juni       | Arco              | Jérôme Gilloux | Mirko Tabacchi | Joris Ryf      |
| 3 | 7. September  | Bielstein         | Joris Ryf      | Jérôme Gilloux | Jeroen van Eck |
| 4 | 8. September  | Bielstein         | Jérôme Gilloux | Joris Ryf      | Mirko Tabacchi |
| 5 | 11. September | Spa-Francorchamps | Jérôme Gilloux | Mirko Tabacchi | Joris Ryf      |
| 6 | 12. September | Spa-Francorchamps | Joris Ryf      | Jérôme Gilloux | Lukas Dennda   |
| 7 | 5. Oktober    | Monaco            | Jérôme Gilloux | Mirko Tabacchi | Joris Ryf      |
| 8 | 6. Oktober    | Monaco            | Jérôme Gilloux | Mirko Tabacchi | Adrian Cuellar |

Gesamtwertung
| Platz | Name             | Punkte |
| ----- | ---------------- | ------ |
| 1     | Jérôme Gilloux   | 190    |
| 2     | Joris Ryf        | 151    |
| 3     | Mirko Tabacchi   | 112    |
| 4     | Jeroen van Eck   | 069    |
| 5     | Lukas Dennda     | 060    |
| 6     | Michal Swárovský | 058    |

## Frauen
| # | Datum         | Ort               | Erste               | Zweite               | Dritte              |
| - | ------------- | ----------------- | ------------------- | -------------------- | ------------------- |
| 1 | 1. Juni       | Arco              | Sofia Wiedenroth    | Anna Spielmann       | Nathalie Schneitter |
| 2 | 2. Juni       | Arco              | Nathalie Schneitter | Anna Spielmann       | Sofia Wiedenroth    |
| 3 | 7. September  | Bielstein         | Anna Spielmann      | Jacqueline Mariacher | Solène Bouissou     |
| 4 | 8. September  | Bielstein         | Anna Spielmann      | Jacqueline Mariacher | Solène Bouissou     |
| 5 | 11. September | Spa-Francorchamps | Sofia Wiedenroth    | Anna Spielmann       | Solène Bouissou     |
| 6 | 12. September | Spa-Francorchamps | Sofia Wiedenroth    | Anna Spielmann       | Solène Bouissou     |
| 7 | 5. Oktober    | Monaco            | Sofia Wiedenroth    | Anna Spielmann       | Solène Bouissou     |
| 8 | 6. Oktober    | Monaco            | Sofia Wiedenroth    | Solène Bouissou      | nicht vergeben      |

Gesamtwertung
| Platz | Name                 | Punkte |
| ----- | -------------------- | ------ |
| 1     | Anna Spielmann       | 150    |
| 2     | Sofia Wiedenroth     | 141    |
| 3     | Solène Bouissou      | 100    |
| 4     | Nathalie Schneitter  | 041    |
| 5     | Jacqueline Mariacher | 040    |
| 6     | Anna Oberparleiter   | 026    |